# مسجد حاجی روفای بیگ

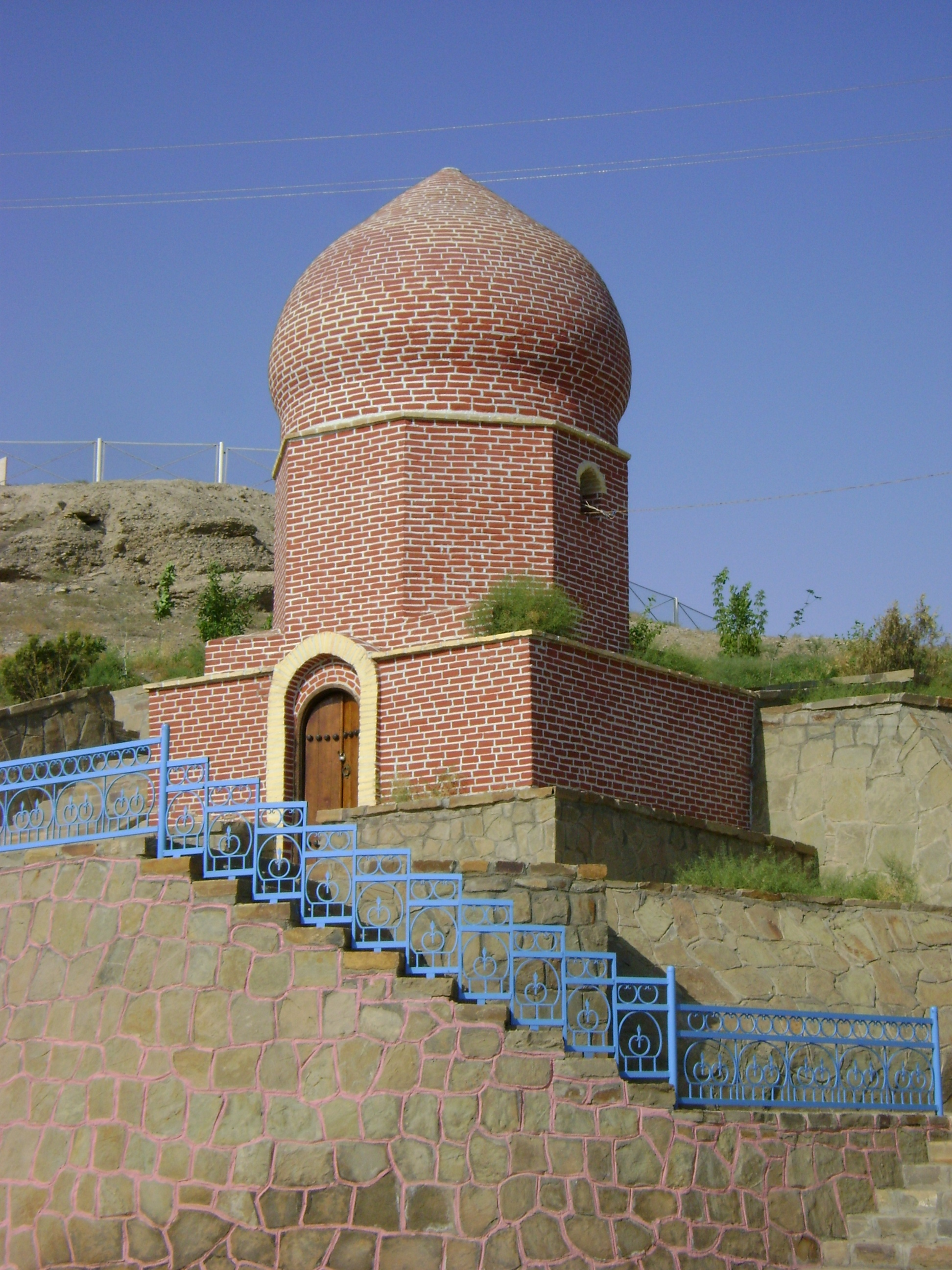
مسجد حاجی روفای بیگ

مسجد حاجی روفای بیگ مسجدی در نخجوان آذربایجان است . این بنا در قرن هجدهم میلادی ساخته شده است. 